# Ormosia venosa
Ormosia venosa är en ärtväxtart som beskrevs av John Gilbert Baker. Ormosia venosa ingår i släktet Ormosia och familjen ärtväxter. Inga underarter finns listade i Catalogue of Life.